# NGC 1036
NGC 1036 is een peculiair sterrenstelsel in het sterrenbeeld Ram. Het hemelobject werd op 29 november 1785 ontdekt door de Duits-Britse astronoom William Herschel.

## Synoniemen
- IC 1828
- PGC 10127
- UGC 2160
- MCG 3-7-41
- MK 370
- IRAS02376+1904